# Army of open arms
Army of Open Arms er første single fra det århusianske elektro-rock-orkester Carpark North forud for bandets fjerde studiealbum, der ventes klar januar 2014. Army of Open Arms udkom 22. april 2013 og er ifølge bandet selv en utvetydig hyldest til bandets mange fans verden over.